# Club Deportivo Cieza
El Club Deportivo Cieza es un club de fútbol español de la ciudad de Cieza (Murcia). Fue fundado en 1923 y juega en la Tercera Federación Grupo XIII.

## Historia
El Club Deportivo Cieza se fundó en 1923. Debe su apodo "espartero" a la ingente industria del esparto que se formó en la ciudad a mediados del siglo XX y que fue motor económico de la localidad durante gran parte de dicho siglo.
Antes del actual CD Cieza existía en la localidad el Cieza CF, fundado en 1952 y que en 1962 cambió su nombre a CD Cieza. Tras ocho temporadas manteniéndose en cómodas posiciones en la tabla clasificatoria de Tercera, descendió de categoría tras quedar en la decimoséptima posición. Estuvo hundido en la mínima categoría desde la temporada 1951/52 hasta la 1954/55 que volvió a la Tercera División. Desde esta temporada hasta 13 años más tarde estuvo en la misma categoría, haciendo su récord de temporadas seguidas en la Tercera División, quedando en la mayoría de veces en la zona media de la tabla.
El equipo entró en una grave crisis en la temporada 1967/68, que descendió y terminó desapareciendo
En 1969 se vuelve a fundar otro club en Cieza, con el nombre del histórico CD Cieza, que compitió en categorías regionales hasta que subió a Tercera División en la temporada 1980/81.
Después del ascenso a la Tercera División en 1980 llegó a disputar dos fases de ascenso a la Segunda División B durante la década de los años 80 y en la temporada 1986-87 consigue el ascenso por primera vez en su historia. La primera experiencia del club espartero en la categoría de bronce del fútbol español no tuvo éxito y no duró más de un año, quedando en la última plaza descendiendo a la Tercera de nuevo. El club intentó recuperar la categoría y cinco temporadas después volvió a quedar primero en la clasificación con ascenso en los play-offs. El club descendió de nuevo en su segundo intento de mantenerse en la Segunda B.
El conjunto espartero estuvo la siguiente temporada en la zona media de la tabla y la siguiente cayó a los puestos de descenso, volviendo a caer a la Preferente, donde solo estuvo un año, ya que volvió a la Tercera. Se mantuvo durante 4 temporadas, cuando en la temporada 2000/01 quedó en la última plaza y descendió directamente de nuevo a la Preferente. Allí estuvo desde la 2001/02 hasta la 2006/07, solo con una temporada en tercera (2004/05).
En el año 2007, consigue de nuevo, tras dos temporadas en Preferente, el ascenso a Tercera División
En la temporada 2012/2013 queda segundo clasificado del Grupo XIII de la Tercera División de España, lo que le posibilita poder jugar el play-off de ascenso a Segunda División B. Siendo el primer cruce contra el 4.º clasificado del grupo Balear, el U.D. Alcudia, con resultado de 2-1 en territorio insular, y 1-0 en tierras murcianas, promocionando así el pase a la siguiente ronda. Tras el sorteo, queda emparejado con el C.D. Azuqueca de la provincia de Guadalajara. La ida se jugó el 8 de junio de 2013 en el Municipal de San Miguel con resultado de 3-1 para los manchegos. Una semana más tarde, el Cieza haría historia, al remontar la eliminatoria tras endosarle un contundente 4-0 ante un abarrotado campo municipal La Arboleja con cerca de 4000 espectadores, clasificándose así para la tercera y última ronda de los play-offs de ascenso.
El 17 de junio de 2013 se conoció el último rival del C.D. Cieza en su camino a Segunda División B, un histórico como la Sociedad Deportiva Compostela, donde en Santiago de Compostela venció el equipo gallego con un 2-0, al igual que en la vuelta venció en el municipal de "La Arboleja" por 0-2 ante una afición volcada con su equipo durante los 90 minutos y un hermanamiento de aficiones nunca visto en la localidad, siendo homenajeado tanto un equipo como el otro por ambas aficiones.
Tras este fantástico y esperanzador año, en la temporada 2013-2014, el equipo ciezano bajó considerablemente el nivel tras la expectación causada la temporada anterior, más aún cuando llevando tres jornadas no habían conseguido ni un solo gol. Con estos resultados y otros aspectos extra-deportivos, supuso la marcha de Tote, el entrenador que consiguió ese ansiada clasificación a los Play-Offs de ascenso, llegando Cuenca como nuevo entrenador que consiguió no pasar apuros y quedó en media tabla.
La temporada 2014 - 2015 fue una de las temporadas peor recordadas en la ciudad, Cuenca abandonó el equipo en pretemporada y hubo una gran limpieza de jugadores. Esto motivó una mala temporada para el club espartero que acabó en la posición 18.º y supuso el descenso a la Preferente Autonómica, de la cual consiguió salir al año siguiente tras acabar en la cuarta posición.
De nuevo en Tercera División, el equipo estuvo en mitad de la tabla hasta que la temporada 2018 - 2019 el equipo realiza una mala temporada y acaba en última posición consumando otro descenso a Preferente Autonómica. Tras tres temporadas en Preferente, asciende en la temporada 2021/22 a Tercera RFEF, donde se halla actualmente.

## Uniforme
- Uniforme titular: Camiseta roja, pantalón negro y medias rojas.
- Uniforme alternativo: Camiseta azul claro, pantalón azul claro y medias azules clara.

## Estadio
El Club Deportivo Cieza juega sus partidos como local en el estadio La Arboleja, con capacidad para 5.500 personas aproximadamente, gradas en lateral oeste y fondo norte, con capacidad para 3700 y 1800 espectadores respectivamente, ampliable a lateral este y fondo sur, que puede doblar la capacidad del estadio.
El estadio puede albergar en grandes encuentros unos 5.500 espectadores gracias al sector lateral este que actualmente cuenta con una especie de gradas donde poder sentarte. Cuenta dicho estadio con los servicios de: cantina, aseos y de megafonía.

## Himno Oficial del Centenario: "Esparteros a Luchar"
El Himno Oficial del centenario del CD Cieza, titulado "Esparteros a Luchar," es una composición musical creada e interpretada por Fran Triguero, con producción de Miguel Linde. Este himno busca reflejar la identidad y los valores del club, conmemorando su historia y logros. Desde su lanzamiento, se utiliza en eventos oficiales y partidos del equipo, siendo un elemento representativo del CD Cieza.

## Datos del club
- Temporadas en Primera División: 0
- Temporadas en Segunda División: 0
- Temporadas en Segunda División B: 2
- Temporadas en Tercera División: 30
- Mejor puesto en la liga: 19.º (Segunda División B temporada 93-94)
- Peor puesto en la liga: 20.º (Segunda División B temporada 87-88)

## Cronología de los entrenadores
- Luis Franco (2008/2009)
- Paco Luna (2009/2010)
- Jesús Escribano (2009/2010)
- Javi Cabello (2010/2011)
- David Zamora (2011/2012)
- José Manuel Lucas 'Tote' (2012/2014)
- Carlos Cuenca (2014)
- Pedro Gaspar (2014)
- José Soler Moya (2014/2015)
- Kike Mateo (2021)
- Paco Lorca (2021/2022)
- José Manuel Lucas 'Tote' (2022/2023)
- Paco García (2023/2024)
- Ranko Despotović (2024/2025)

## Palmarés

### Torneos nacionales
- Tercera División (2): 1986/87 y 1992/93
- Subcampeón de Tercera División (2): 1984/85 y 2012/2013